# Kiko Insa
Francisco Javier Insa Bohigues, meglio noto come Kiko Insa (Alicante, 23 settembre 1981), è un ex calciatore spagnolo naturalizzato malaysiano, di ruolo difensore.

## Palmarès

### Club

#### Competizioni nazionali
- Campionato malaysiano: 3

Johor Darul Ta'zim: 2018, 2019, 2020